# UFC Fight Night: Diaz vs. Guillard
 UFC Fight Night: Diaz vs. Guillard (conosciuto anche come UFC Fight Night 19), è stato un evento di arti marziali miste tenuto dalla Ultimate Fighting Championship il 16 settembre 2009 al Cox Convention Center di Oklahoma City, negli Stati Uniti.

## Risultati
|                  | Divisione         |                 |                 |                  | Metodo                                      | Round           | Tempo           | Premio          |
| Card Principale  | Card Principale   | Card Principale | Card Principale | Card Principale  | Card Principale                             | Card Principale | Card Principale | Card Principale |
| ---------------- | ----------------- | --------------- | --------------- | ---------------- | ------------------------------------------- | --------------- | --------------- | --------------- |
|                  | Pesi leggeri      | Nate Diaz       | batte           | Melvin Guillard  | Sottomissione (ghigliottina)                | 2               | 2:13            | SOTN            |
|                  | Pesi leggeri      | Gray Maynard    | batte           | Roger Huerta     | Decisione non unanime (28-29, 30-27, 30-27) | 3               | 5:00            |                 |
|                  | Pesi welter       | Carlos Condit   | batte           | Jake Ellenberger | Decisione non unanime (29-28, 28-29, 29-28) | 3               | 5:00            |                 |
|                  | Pesi medi         | Nate Quarry     | batte           | Tim Credeur      | Decisione unanime (29-28, 29-27, 29-28)     | 3               | 5:00            | FOTN            |
| Card Preliminare |                   |                 |                 |                  |                                             |                 |                 |                 |
|                  | Pesi mediomassimi | Brian Stann     | batte           | Steve Cantwell   | Decisione unanime (30-27, 30-27, 29-28)     | 3               | 5:00            |                 |
|                  | Pesi welter       | Mike Pyle       | batte           | Chris Wilson     | Sottomissione (ghigliottina)                | 3               | 2:15            |                 |
|                  | Pesi medi         | C. B. Dollaway  | vs.             | Jay Silva        | Decisione unanime (29-28, 29-28, 29-28)     | 3               | 5:00            |                 |
|                  | Pesi leggeri      | Jeremy Stephens | batte           | Justin Buchholz  | KO tecnico (stop medico)                    | 1               | 3:23            | KOTN            |
|                  | Pesi welter       | Mike Pierce     | batte           | Brock Larson     | Decisione unanime (30-27, 30-27, 30-27)     | 3               | 5:00            |                 |
|                  | Pesi medi         | Ryan Jensen     | batte           | Steve Steinbeiss | Sottomissione tecnica (ghigliottina)        | 1               | 3:56            |                 |

## Premi
I lottatori premiati ricevettero un bonus di 30.000 dollari.
Legenda:
- FOTN: Fight of the Night (vengono premiati entrambi gli atleti per il miglior incontro dell'evento)
- KOTN: Knockout of the Night (viene premiato il vincitore per il migliore knockout dell'evento)
- SOTN: Performance of the Night (viene premiato il vincitore per la migliore sottomissione dell'evento)